# Finns det mirakel
Finns det mirakel är en julsingel med Magnus Carlsson som gäst artist från 2002.
Sången spelades 2002 även in av Magnus Bäcklund och Patrik Rasmussen.

## Låtlista
1. "Finns det mirakel" (3:56) (duett med Elisabeth Andreassen)
2. "Himlens alla stjärnor ser på (förändringen)" (2:56)

### Fotnoter
1. ↑  ”Fame Factory”. Svensk mediedatabas. 6 mars 2002. http://smdb.kb.se/catalog/id/001429258. Läst 1 november 2012.